# Żółtańce (Ukraina)
Żółtańce (ukr. Жовтанці) – wieś na Ukrainie, w rejonie lwowskim (do 2020 roku w rejonie kamioneckim) obwodu lwowskiego. Wieś liczy około 3469 mieszkańców.
W II Rzeczypospolitej do 1934 samodzielna gmina jednostkowa. Następnie należała do zbiorowej wiejskiej gminy Kłodno Wielkie w powiecie żółkiewski w woj. lwowskim. Pod okupacją niemiecką w Polsce siedziba wiejskiej gminy Żółtańce. 
W 1942 r. Niemcy i Ukraińska Policja Pomocnicza wywieźli wszystkich Żydów do getta, następnie ich zamordowali. W latach 1942–1944 nacjonaliści ukraińscy z OUN-UPA zamordowali tutaj 21 Polaków.
Po wojnie wieś weszła w struktury administracyjne Związku Radzieckiego.